# Luis Gasco Bravo
Luis Antonio Gasco Bravo (Llama, 11 de enero de 1937) es un político peruano. Fue congresista de la república por Lambayeque durante el periodo 2001-2006 y alcalde del distrito de José Leonardo Ortiz de 1993 a 1998.

## Biografía
Nació en la ciudad Llama, ubicado en la provincia de Chota del departamento de Cajamarca, el 11 de enero de 1937. Es hijo de Porfirio Almanzor Gasco Días y Carmen Bravo Cabrejos.
Cursó sus estudios primarios en su localidad natal e inició los secundarios entre la ciudad de Santa Cruz de Succhabamba y la ciudad de Chota sin finalizarlos.

## Vida Política
Fue miembro del Partido Aprista Peruano y participó como candidato en las elecciones municipales de 1993 para la alcaldía del distrito de José Leonardo Ortiz que forma parte del área metropolitana de Chiclayo. Gasco fue elegido como alcalde distrital para el periodo 1994-1995. Fue reelegido en 1995 e intentó nuevamente en las elecciones de 1998, sin embargo, no tuvo éxito.
En las elecciones generales del año 2000 postuló al Congreso de la República sin éxito. Repitió el intento en las elecciones generales del 2001 y logró ser elegido como congresista por Lambayeque para el periodo parlamentario 2001-2006. Durante su gestión participó en la formulación de 395 proyectos de ley.
Participó también como candidato aprista a la presidencia del Gobierno Regional de Cajamarca en las elecciones regionales del año 2006 sin éxito.
En febrero del 2013, Luis Gasco renunció al aprismo y luego se afilió al partido Alianza para el Progreso de César Acuña, postulando nuevamente a la alcaldía del distrito de José Leonardo Ortiz en el año 2014.

## Controversias
Fue tesorero nacional del Partido Aprista Peruano durante nueve años incluyendo el tiempo de la campaña de Alan García para su segunda candidatura presidencial. Se señaló que constituyó empresas offshore en las Islas Vírgenes Británicas y que fue cliente de la firma Mossack Fonseca. Esto se informó dentro del marco de una investigación sobre los aportes privados a ese partido durante esa campaña política. Gasco rechazó esta información a la calificó de "tendenciosa". Todo esto dentro del escándalo de los Panama Papers.